# Stegostoma
Stegostoma is een monotypisch geslacht van kraakbeenvissen uit de familie van de zebrahaaien (Stegostomatidae), orde bakerhaaien (Orectolobiformes). 

## Soort
- Stegostoma fasciatum (Hermann, 1783) – Zebrahaai